# Kalanchoe citrina
Kalanchoe citrina är en fetbladsväxtart som beskrevs av Georg August Schweinfurth. Kalanchoe citrina ingår i släktet Kalanchoe och familjen fetbladsväxter. Inga underarter finns listade i Catalogue of Life.